# Шуйбося
ГЕС Шуйбося (水泊峡水电站) — гідроелектростанція в центральній частині Китаю у провінції Ганьсу. Знаходячись перед ГЕС Dàigǔsì, входить до складу каскаду на річці Байлун, правій притоці Цзялін, яка в свою чергу є лівою притокою Цзіньші (верхня течія Янцзи).
У межах проекту річку перекрили бетонною гравітаційною греблею висотою 36 метрів та довжиною 145 метрів. Вона утримує водосховище з об'ємом 3 млн м3 та припустимим коливанням рівня поверхні в операційному режимі між позначками 1766 та 1770 метрів НРМ (під час повені до 1771,8 метра НРМ).
Зі сховища через правобережний гірський масив прокладено дериваційний тунель завдовжки 4,2 км, який подає ресурс до наземного машинного залу. Тут встановлено три турбіни типу Френсіс потужністю по 19 МВт, що забезпечують виробництво 229 млн кВт-год електроенергії на рік.